# Viken (contea)
La contea di Viken (Viken fylke in norvegese) era una contea norvegese situata nella zona centrale del paese. Confinava con le contee di Innlandet a nord, Vestfold og Telemark a sud, Vestland a ovest e comprendeva al suo interno la contea di Oslo. A est confinava con la Svezia. Fu istituita nel 2020 unendo le contee di Akershus, Buskerud e Østfold, acquisendo inoltre il territorio dell'ex comune di Svelvik (ora parte del comune di Drammen) e i comuni di Jevnaker e Lunner facenti parte dell'Oppland. Il capoluogo amministrativo era Oslo ma altri organi amministrativi erano a Drammen (consiglio della contea ed altre funzioni), Sarpsborg e Moss (governo della contea).
A seguito di una riforma amministrativa che ha ricreato vecchie contee, dal 1º gennaio 2024 la contea di Viken è stata di nuovo suddivisa tra le tre vecchie contee di Akershus, Buskerud e Østfold che tornano quindi ad esistere.

## Comuni della contea di Viken
La contea di Viken era suddivisa in 51 comuni (kommuner): 
- Aremark
- Asker
- Aurskog-Høland
- Bærum
- Drammen
- Eidsvoll
- Enebakk
- Flesberg
- Flå
- Fredrikstad
- Frogn
- Gjerdrum
- Gol
- Halden
- Hemsedal
- Hol
- Hole
- Hurdal
- Hvaler
- Indre Østfold
- Jevnaker
- Kongsberg
- Krødsherad
- Lier
- Lillestrøm
- Lunner
- Lørenskog
- Marker
- Modum
- Moss
- Nannestad
- Nes
- Nesbyen
- Nesodden
- Nittedal
- Nordre Follo
- Nore og Uvdal
- Rakkestad
- Ringerike
- Rollag
- Rælingen
- Råde
- Sarpsborg
- Sigdal
- Skiptvet
- Ullensaker
- Vestby
- Våler
- Øvre Eiker
- Ål
- Ås